# Un pájaro te sostiene
«Un pájaro te sostiene» es una canción compuesta por el músico argentino Emilio del Guercio e interpretada por Almendra en el álbum doble Almendra II de 1970, segundo y último de la banda. El álbum fue calificado por la revista Rolling Stone y la cadena MTV como #40 entre los cien mejores discos de la historia del rock nacional argentino.
Almendra estuvo integrada por Luis Alberto Spinetta (primera voz y guitarra), Edelmiro Molinari (voz, primera guitarra y órgano), Emilio del Guercio (voz, bajo, órgano y piano) y Rodolfo García (voz y batería). En el tema la primera voz es Emilio del Guercio.

## Contexto
En 1970 el mundo sufría la Guerra Fría. Argentina vivía bajo una dictadura que había disuelto todos los partidos políticos y que buscaba garantizar la alineación de la Argentina con los Estados Unidos en aquella confrontación global. Tres años antes el Che Guevara había sido asesinado mientras organizaba un movimiento guerrillero en Bolivia. En Argentina desde el año anterior habían comenzado a producirse levantamientos populares insurreccionales como el Rosariazo y el Cordobazo, con participación masiva de la juventud, que se había convertido en esos años en un sujeto histórico novedoso. Ese año aparecerían las dos grandes organizaciones guerrilleras que actuaron en el país, Montoneros -de tendencia peronista- y el Ejército Revolucionario del Pueblo (ERP) -de tendencia marxista-.  
Almendra, banda liderada por Luis Alberto Spinetta, apareció en 1969, renovando radicalmente la música popular argentina y latinoamericana, especialmente el rock cantado en español. Junto a Los Gatos -banda precursora- y Manal, Almendra es considerada parte del trío fundador del "rock nacional", como se conoció en Argentina ese movimiento musical, generacional y cultural.
Al finalizar 1969 Almendra publicó un álbum revolucionario sin título, con un dibujo caricaturizado de un extraño hombre en la tapa, conocido luego como Almendra I, que alcanzó un éxito histórico. Prácticamente todos los temas de ese álbum se volvieron clásicos del rock nacional ("Plegaria para un niño dormido", "Ana no duerme", "Fermín", "A estos hombres tristes", "Color humano", "Figuración") y por sobre todos ellos "Muchacha (ojos de papel)", que se convirtió en un hit histórico, mantenido a través de las décadas.
Convertidos en estrellas de rock, Almendra encaró 1970 con el proyecto de preparar una ópera rock. Sin embargo, las presiones de la fama y las diferencias entre los proyectos musicales de sus integrantes, produjeron una crisis interna del grupo que llevó a la sorpresiva separación de la banda en septiembre de 1970.
Ya separados, a fines del año 1970, con material grabado entre julio y octubre, lanzaron Almendra II, un álbum doble completamente diferente de Almendra I, mucho más roquero y psicodélico, influido por el consumo de LSD, que muestra los diferentes enfoques de los miembros de la banda y la necesidad de experimentación que sentían.

## Del Guercio como autor
Antes de este tema, Emilio del Guercio había compuesto "Campos verdes" (1968), en coautoría con Spinetta y lanzado como simple, y "Que el viento borró tus manos", incluido en Almendra I. En este disco se incluyen otros temas de su autoría: el instrumental "Carmen", "Camino difícil", "Leves instrucciones" en coautoría con Spinetta.
Luego de la disolución de Almendra, Del Guercio lideró Aquellarre, que lanzó en su primera etapa cuatro álbumes (Aquelarre, Candiles, Brumas y Siesta), con canciones acreditadas a los cuatro miembros de la banda, aunque como ha reconocido Starc, la mayoría de esos temas fueron compuestos por Del Guercio. Entre esos temas se destacan "Violencia en el parque", "Silencio marginal" -considerada por la revista Rolling Stone y la MTV entre las cien mejores canciones de la historia del rock,, "Cantemos tu nombre", "Hermana vereda", "Brumas en la bruma", entre otras.
Luego de la disolución de Aquelarre en 1975, Del Guercio no volvió a grabar temas propios hasta la reunificación de Almendra en 1980, que grabó tres temas suyos, "Cambiándome el futuro" (En Vivo en Obras), "Las cosas para hacer" y "Cielo fuerte (amor guaraní)" (El valle interior).
En 1983 Del Guercio editó su único álbum solista, titulado Pintada con siete temas propios.
En 1999 Aquelarre volvió a tocar juntos de nuevo, grabando dos temas inéditos de Del Guercio, "Blues y vino" y "Mágico y natural", el primero junto con toda la banda el segundo compuesto con Starc, que ya había grabado Tantor en su álbum del mismo nombre de 1981.

## El tema
El tema es el 20º tema, segundo del Disco 2 (anteúltimo del Lado B) del álbum doble Almendra II. Se trata de un rock polirrítmico, que se inicia y finaliza con un riff notable y que durante la canción muta y se desintegra en una balada triste sostenida por el piano.
La letra tiene una estructura caótica y un significado hermético. Narrada en segunda persona del singular, el cantante comienza diciéndole a alguien que nunca se ve todo en control. Luego de mencionar un encuentro con "tu madre" dice que "cada vida tiene su forma" y se pregunta: "¿para qué vas a ver si un pájaro te sostiene?". De este modo, la letra choca con el título de la canción, ya que mientras el título afirma que "un pájaro te sostiene", la letra cuestiona la racionalidad de verificarlo. En la última estrofa el narrador le dice al destinatario o a la destinataria:

Cada vez que tú no estás
ah, la música parece que muriera,
un poco más...
"Un pájaro te sostiene" (fragmento)